# أدولف تسيلر
أدولف تسيلر (بالألمانية: Adolf Zeller) (و. 1871 – 1945 م) هو مهندس معماري، وأستاذ جامعي، وكاتب، من ألمانيا، ولد في دارمشتات، وبودينغن، توفي في رادبويل، عن عمر يناهز 74 عاماً.